# Сновка
Сновка — річка в Білорусі у Несвізькому районі Мінської області. Ліва притока річки Уши (басейн Німану).

## Опис
Довжина річки 20 км. Формується безіменними струмками та агатами. Річище повністю каналізоване.

## Розташування
Бере початок біля села Малоїди. Тече переважно на північний схід через місто Снов і за 0,9 км на північно-східній околиці села Єськовічи впадає у річку Ушу, ліву притоку річки Німану.